# Pseudacris brachyphona
Pseudacris brachyphona är en groddjursart som först beskrevs av Cope 1889.  Pseudacris brachyphona ingår i släktet Pseudacris och familjen lövgrodor. IUCN kategoriserar arten globalt som livskraftig. Inga underarter finns listade i Catalogue of Life.